# Ranularia pyrum
Ốc mỏ két đỏ (Danh pháp khoa học: Ranularia pyrum) là một loài ốc biển trong họ Ranellidae. Ốc Mỏ két đỏ rất đẹp nó dùng để trang trí, làm cảnh sưu tầm,…Sống trên các rạn san hô vùng nước nông. Kích cỡ chúng từ 60–130 mm. Chúng phân bố ở vùng biển đỏ và vùng biển Ấn Độ Dương.